# خيسوس ميغيل غارسيا
خيسوس ميغيل غارسيا (بالإسبانية: Jesús Miguel García)‏ هو لاعب كرة قدم مكسيكي، ولد في 14 مارس 1989. لعب مع دورادوس سينالوا.

## وصلات خارجية
- خيسوس ميغيل غارسيا على موقع Soccerway.com (الإنجليزية)